# Nuglar-St. Pantaleon
Nuglar-St. Pantaleon je obec ve švýcarském kantonu Solothurn. Žije zde přibližně 1 500 obyvatel.

## Geografie

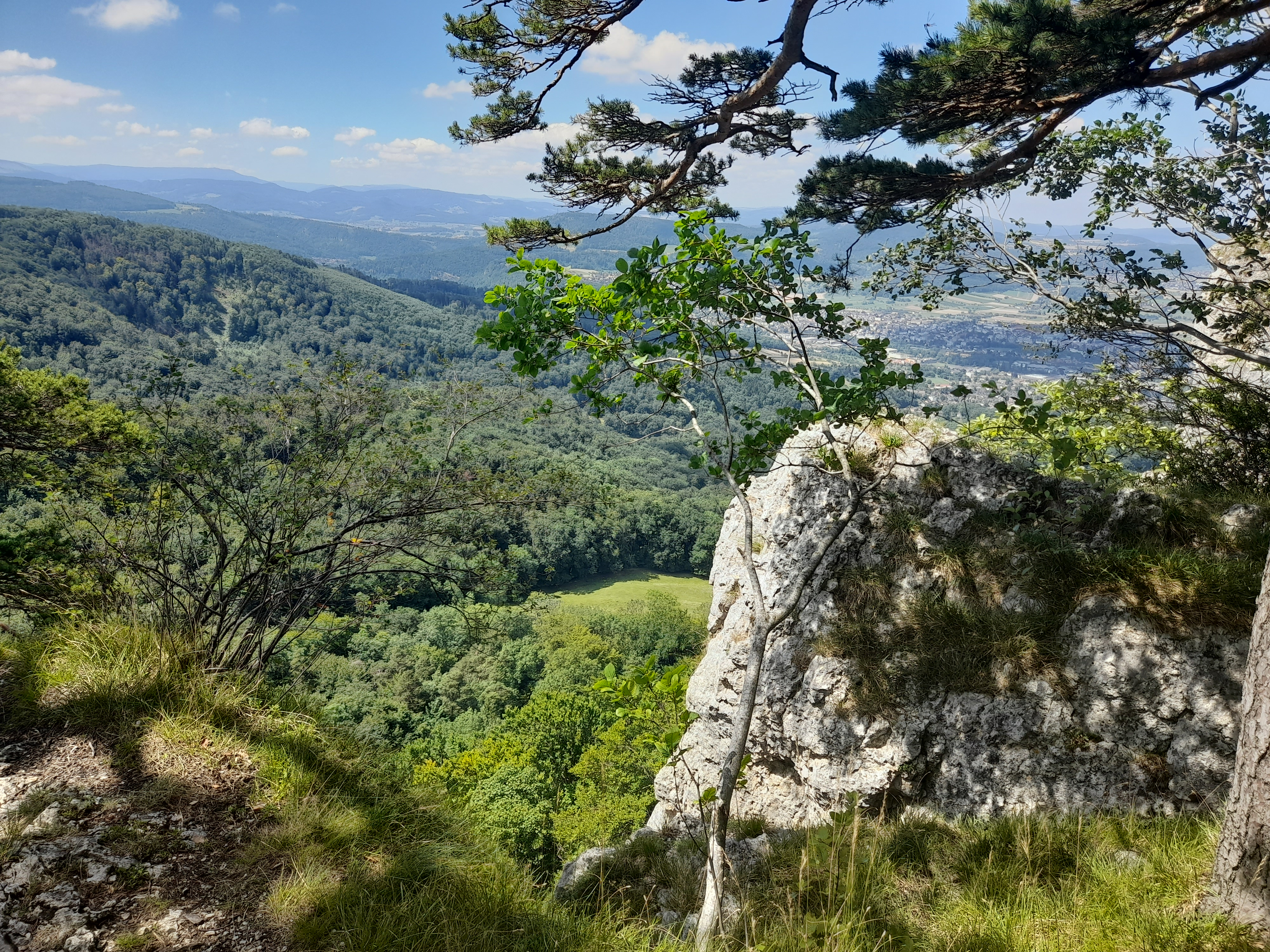
Pohled do zalesněné oblasti Gempenu

Nuglar-St. Pantaleon leží v nadmořské výšce 488 m, vzdušnou čarou asi 4 km jihozápadně od města Liestal. Kompaktní obec Nuglar se nachází na východně orientované náhorní plošině, nižší úrovni gempenské náhorní plošiny v pohoří Tafeljura, nad údolím Oristal.
Území obce o rozloze 6,3 km² pokrývá část severního Jury. Východní hranici tvoří potok Orisbach, který protéká údolím zahloubeným do Tafeljury se dnem údolí širokým asi 200 metrů a strmými svahy. Do údolí Oristal se v obci připojuje údolí Brunnenbachtal a krátké údolí, které odděluje Nuglar od St. Pantaleonu. Mezi těmito údolími se nacházejí náhorní plošiny. Ty se postupně zvedají směrem na západ, než následuje hustě zalesněný, asi 100 metrů vysoký sráz k náhorní plošině Gempenplateau. Vrstevnice je od jihu k severu rozdělena horami Schlimmberg (680 m n. m.), Chanzel (700 m n. m.) a Disliberg (700 m n. m.). Nejvyšším bodem obce je Wacht s nadmořskou výškou 715 metrů. Západní hranice obce vede většinou po východním okraji gempenské náhorní plošiny nad strmým srázem do níže položených oblastí. Na severu zasahuje území obce přes náhorní plošinu Muni (580 m n. m.) do údolí Röserental. V roce 2014/15 tvořila 12 % rozlohy obce zastavěná plocha, 42 % lesy a lesní plochy, 45 % zemědělství a o něco méně než 1 % neproduktivní půda.
Nuglar-St. Pantaleon zahrnuje místní části Nuglar (487 m n. m.) na náhorní plošině pod Chanzelem, St. Pantaleon (488 m n. m.) na náhorní plošině pod Schlimmbergem, respektive Herrenbergem, osady Neunuglar (360 m n. m.) a Orismühle (373 m n. m.) v údolí Oristal a několik jednotlivých zemědělských usedlostí. Sousedními obcemi jsou Büren a Gempen v kantonu Solothurn a Frenkendorf, Liestal, Seltisberg a Lupsingen v kantonu Basilej-venkov.

## Historie

Nuglar, letecký pohled (1948)

Jednotlivé roztroušené nálezy dokazují, že oblast Nuglaru i St. Pantaleonu byla osídlena již v období neolitu. V blízkosti vesnice St. Pantaleon se pravděpodobně nacházelo římské sídliště.
První zmínka o Nuglaru se objevuje v listině z roku 1147 pod názvem Nugerolo. Později se objevily názvy Nugerol (1156), Nugeron (1289), Nuglen (1436), Nugler (1458), Niglars (1482) a Nuglar (1509). St. Pantaleon je poprvé zmiňován v roce 1285. Osada však musela existovat již mnohem dříve a v průběhu 13. století převzala jméno patrona kostela. Pozdější hláskování je Sant Panthaleon (1372) a Sant Pantlion (1470).
Od první zmínky jsou Nuglar a St. Pantaleon součástí majetku kláštera v Beinwilu. Světskou vládu zde později držela hrabata z Thiersteinu. V roce 1522 připadly obě vesnice Solothurnu a byly přiděleny k thiersteinskému hejtmanství. Po pádu Staré konfederace (1798) patřily Nuglar a Sankt Pantaleon v helvétském období k okresu Dornach a od roku 1803 k okresu Dorneck. V 19. století byly obě obce sloučeny do jedné politické obce.

## Obyvatelstvo
| Rok            | 1808 | 1850 | 1860 | 1870 | 1880 | 1888 | 1900 | 1910 | 1920 | 1930 | 1941 | 1950 | 1960 | 1970 | 1980 | 1990 | 2000 |
| Počet obyvatel | 349  | 658  | 662  | 660  | 657  | 673  | 666  | 672  | 699  | 775  | 794  | 815  | 843  | 871  | 880  | 1055 | 1314 |

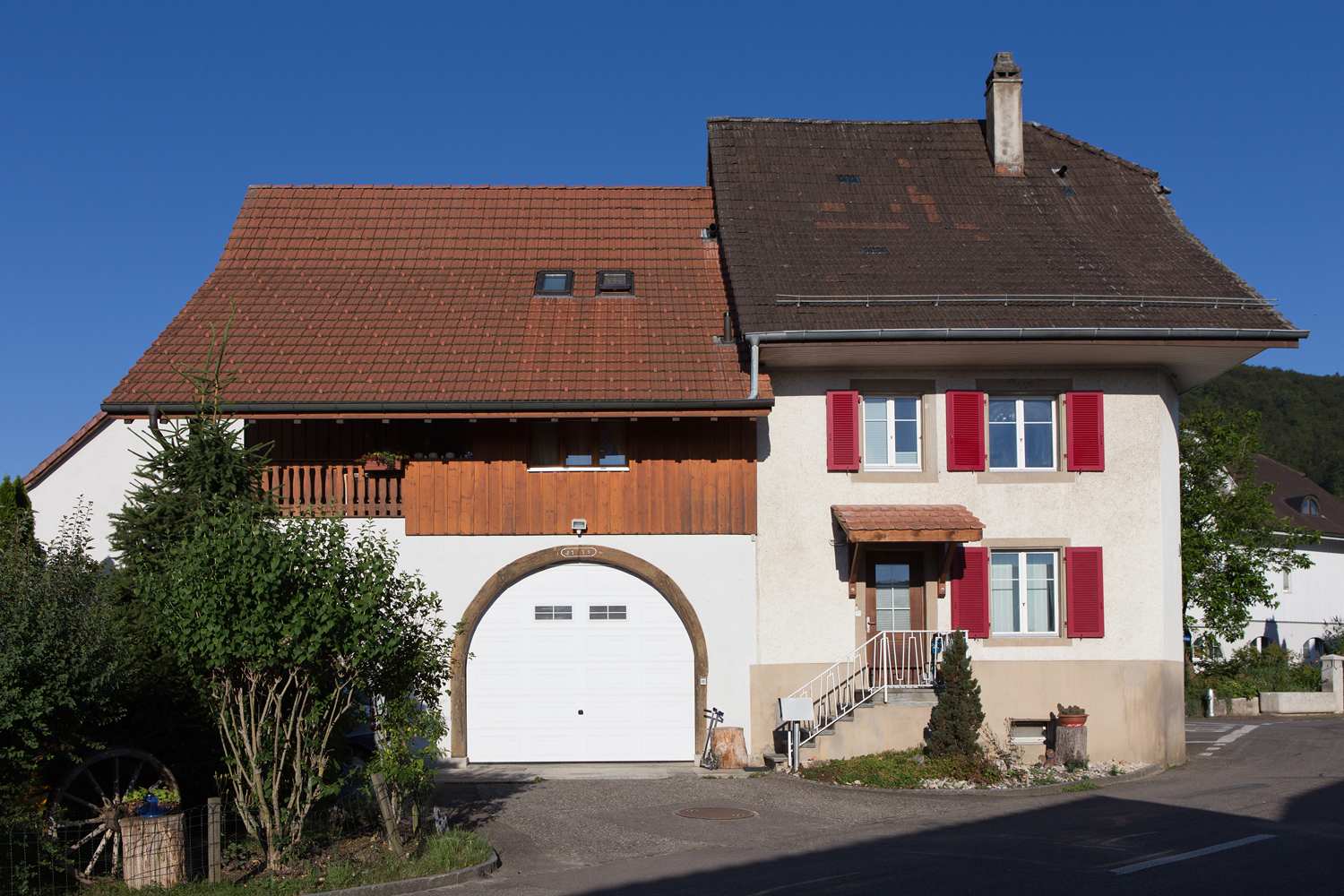
Centrum obce

96,3 % obyvatel hovoří německy, 0,7 % italsky a 0,7 % anglicky (údaj z roku 2000). V roce 1850 žilo v Nuglar-St. Pantaleon celkem 658 obyvatel a v roce 1900 666 obyvatel. V průběhu 20. století počet obyvatel pomalu, ale trvale rostl. Teprve od roku 1980 (880 obyvatel) došlo k výraznému nárůstu počtu obyvatel.

## Hospodářství
Až do druhé poloviny 20. století byla obec Nuglar-St. Pantaleon převážně zemědělskou obcí. I dnes má zemědělství a ovocnářství (zejména produkce třešní a pálenek), stejně jako mlékárenství a chov dobytka stále velký význam ve struktuře zaměstnanosti obyvatelstva. Další pracovní místa jsou k dispozici v místních malých podnicích a ve službách, včetně stavebnictví, zpracování dřeva a mechanických dílen. V posledních desetiletích se obec rozvinula v obytnou obec. Mnoho zaměstnanců proto dojíždí za prací především do oblasti Liestalu a do basilejské aglomerace.

## Doprava
Obec se nachází mimo hlavní dopravní tepny na spojovací silnici z Liestalu do Dornachu. Nuglar i St. Pantaleon jsou napojeny na síť veřejné dopravy prostřednictvím autobusové linky Postbusu, která jezdí z Liestalu do Bürenu.